# Gallienica maligna
Gallienica maligna är en fjärilsart som beskrevs av Butler 1882. Gallienica maligna ingår i släktet Gallienica och familjen tofsspinnare. Inga underarter finns listade i Catalogue of Life.